# ナユタ
株式会社ナユタ（英: NAYUTA Ltd. ）は、日本の医療機器用電源などカスタム電源開発会社で、本社は浜松市中央区にある。社名の｢ナユタ｣はサンスクリット語で「千万または千億」を意味するに由来する。主に医療機器用特殊電源の開発および製造、LED照明並びにLED照明用電源、医療機器規格JIS T0601-1 認証を取得した蓄電池 LEMURIA 、非常用蓄電池CUBOX等を開発・製造および販売などをしている。最先端のパワーエレクトロニクス技術を駆使し、究極の効率化とイノベーションを追求することで、社会に新たな価値を提供し、変革を推進します。

## 沿革
- 1993年 - 静岡県浜松市常光町に設立
- 1994年 - 超音波診断装置用電源設計開始
- 1995年 - 電気用品取締法の事業所登録・交流電動機等応用機器製造事業開始
- 1996年 - 直流電源装置の製造開始・設計関連会社　株式会社アソギ設立業務開始
- 1997年 - ISO9001認証取得
- 1998年 - 自社社屋竣工・関連会社　株式会社ガイ設立・業務開始
- 2000年 - 資本金を3,000万に増資・UL工場登録
- 2002年 - 資本金を5,000万に増資
- 2003年 - 東京営業所設立
- 2005年 - 下石田工場開設・信越夏寧斯有限公司と業務提携
- 2006年 - ISO14001取得
- 2010年 - CBスキーム　TMP試験所登録
- 2011年 - JELMA 日本電球工業会へ参加
- 2014年 - 株式会社アソギから株式会社ナユタプロダクツへ社名変更
- 2015年 - 生産棟竣工
- 2016年 - 株式会社ガイから株式会社ナユタ販売へ社名変更
- 2019年 - 浜松市へ全天候型移動式蓄電システム QPOWER　寄贈
- 2020年 - 株式会社ナユタ販売から株式会社ナユタパワーエナジーへ社名変更・第2倉庫竣工
- 2021年 - 大阪営業所開設・S-JQA認証取得
- 2023年 - 株式会社ナユタ 創業30周年記念式典
- 2025年 - 資本金を7,500万に増資・株式会社ナユタとグループ会社である株式会社ナユタプロダクツ及び株式会社ナユタパワーエナジーが合併

## 製品
- 2005年 - 超薄型オリジナルDC/ACインバーターDA-1000B　開発
- 2007年 - LED照明用定電流電源発表・移動式AC電源装置　実証試験納品開始
- 2007年 - LED照明用定電流電源LC350-20/100VLC700-20/100VLC780-20/100V
- 2008年 - ケミコンレス防水電源発表・移動式AC電源装置　Mobil C2 Power　一般販売開始
- 2009年 - 薄型電源 LC1200-30S　発表・LED直管型蛍光灯　発表
- 2010年 - LED照明管用定電流電源　発表
- 2012年 - LEDスクエア型蛍光灯　発表
- 2012年 - 非常用蓄電システムCUBOXⅠ、CUBOXⅡ、CUBOXⅢ　発表・非常用蓄電システムCUBOXⅢ　SII補助金対象機器登録
- 2013年 - 非常用ポータブル電源CUBOX mini　発表
- 2013年 - 蓄電池付き全方位型LED投光器 QLIGHT　発表
- 2018年 - 全天候型移動式蓄電システム QPOWER　発表
- 2021年 - 医療機器用リチウムイオン蓄電装置 LEMURIA　発表
- 2021年 - 全天候全方位型LED投光器 BALLY LIGHT　発表